# Codex Cospi

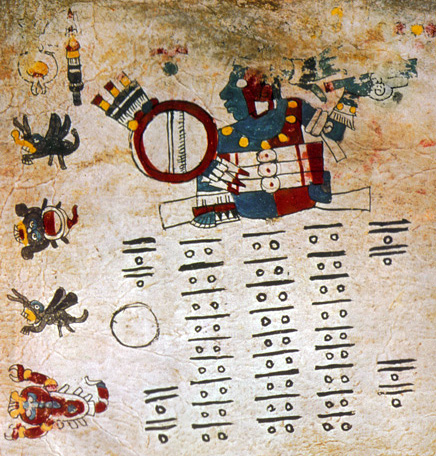
Een pagina uit de Codex Cospi

De Codex Cospi (of Codex Bologna) is een Precolumbiaans Meso-Amerikaans manuscript, en is onderdeel van de Borgiagroep. De codex bevindt zich momenteel in de Bibliotheek van de Universiteit van Bologna.